# Hans Möser

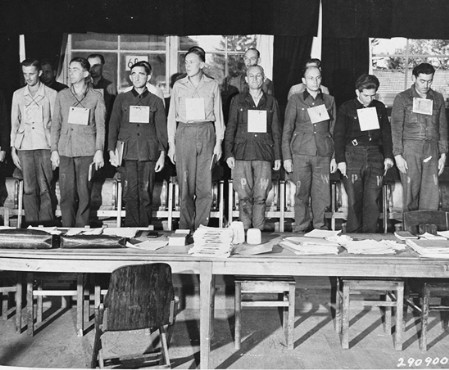
Šestnáct z devatenácti obžalovaných v procesu za válečné zločiny spáchané během války v koncentračním táboře Mittelbau-Dora. Dachau, Německo. Hans Möser třetí zprava.

Hans Möser (7. dubna 1906 Darmstadt – 26. listopadu 1948 Landsberg am Lech) byl během druhé světové války příslušník SS, který sloužil v koncentračních táborech Neuengamme, Auschwitz a Mittelbau-Dora. Na konci války byl zajat a souzen vojenským soudem Spojených států. Jako jediný z 19 obžalovaných v procesu Dora byl odsouzen k trestu smrti.

## Kariéra u SS
Narodil se v německém Darmstadtu. V říjnu 1929 vstoupil do NSDAP a v červenci 1931 do SS. V červenci 1940 začal sloužit v nově otevřeném koncentračním táboře Hinzert, který byl známý brutalitou, a později přešel do Neuengammu. Od května 1943 až do října 1943 byl vyslán do koncentračního tábora Auschwitz III Monowitz jako strážný v továrně IG Farben. Koncem dubna 1944 vykonával také strážní službu v hlavním táboře Auschwitz I.
Od 1. května 1944 sloužil ve stráži v koncentračním táboře Dora. Zde se dopustil zločinů, za které byl později odsouzen k trestu smrti. Například během věšení vězňů občas řezal provazy v době, kdy oběti byly stále naživu, aby tak prodloužil jejich utrpení. V únoru 1945, když Rudá armáda překonala německé pozice na východní frontě, personál velitelství SS z Osvětimi se evakuoval do Dory. Velitel Auschwitzu Richard Baer a jeho zaměstnanci převzali komplex Dora a Möser se stal zástupcem velitele stráží pod Franzem Hösslerem.
5. dubna 1945, když americká 3. obrněná divize osvobodila tábor Mittelbau-Dora, Möser vedl k nucené evakuaci více než 3 000 vězňů do Neuengammu. Vzhledem k válečné situaci byl vlak přesměrován do koncentračního tábora Ravensbrück.

## Odsouzení a smrt
Möser byl zatčen na konci války. Následovalo vyšetřování podmínek v táboře Dora. Möser byl mezi 19 obžalovanými v procesu Dora jako součást procesu Dachau. Soud začal 7. července 1947 a trval do 30. prosince. Bylo zjištěno, že Möser byl přítomen při věšení vězňů a střílel je při útěku. Odpovědnost za pochody smrti během závěrečné evakuace Dory mu byla také připsána. Ve svém soudním prohlášení řekl:
„Se stejným potěšením jako když střílíte jelena, jsem zastřelil člověka. Když jsem přišel do SS a musel jsem zastřelit první tři osoby, tři dny mi nechutnalo. Ale dnes je to radost. Je to pro mě potěšení.“

Byl shledán vinným a byl jediným z obžalovaných v procesu Dora odsouzeným k trestu smrti. Möser byl popraven oběšením ve vězení v Landsbergu 26. listopadu 1948.